# Eeva-Liisa Manner
Eeva-Liisa Manner, pseud. Anna September (ur. 5 grudnia 1921 w Helsinkach, zm. 7 lipca 1995 w Tampere) — fińska pisarka, poetka, tłumaczka i krytyk literacki. 

## Życiorys
Przyszła na świat jako córka Lea Johannesa Mannera i Elsi Irene Kukkonen Manner. Nigdy nie wyszła za mąż. W czasie wojny pracowała w towarzystwie ubezpieczeniowym. W latach 1944–46 była zatrudniona w wydawnictwie. Potem poświęciła się pracy literackiej i przekładowej. Uchodzi za prekursorkę powojennej fali modernizmu w literaturze fińskiej. W swojej twórczości była krytyczna wobec cywilizacji zachodu i odwoływała się do dalekowschodniego taoizmu.

## Zbiory wierszy
- Mustaa ja punaista (1944)[1]
- Kuin tuuli ja pilvi (1949)[1]
- Tämä matka (1956)[1]
- Orfiset laulut (1960)
- Niin vaihtuivat vuoden ajat (1964)
- Kirjoitettu kivi (1966)
- Fahrenheit 121 (1968)
- Jos suru savuaisi. Elokuun runot ja muitakin. (1968) (1980)
- Kamala kissa ja Katinperän lorut (1985)

oraz wydane pośmiertnie
- Hevonen minun veljeni. Hevosrunot 1956–1976. (1988)
- Kirkas, hämärä, kirkas. Kootut runot. Toim. Tuula Hökkä. (1999)

## Sztuki
- Eros ja Psykhe (1959)[1]
- Uuden vuoden yö (1964–65)
- Toukokuun lumi (1966)
- Poltettu oranssi. Balladi sanan ja veren ansoista. (1968)
- Varjoon jäänyt unien lähde (1969)
- Sonaatti (preparoidulle pianolle). (1971)
- Kauhukakara ja Superkissa. Kissaleikki. (1982)

## Przekład
W Polsce ukazał się jeden wybór wierszy Eevy-Liisy Manner zatytułowany Alfa. Przekłady na podstawie filologicznego tłumaczenia Bożeny Maciejewskiej opracował Bohdan Drozdowski. Tomik został wydany przez krakowskie Wydawnictwo Literackie w serii Humanum Est w 1987.